# Papa Sergio III
Sergio III (Roma, ... – Roma, 14 aprile 911) è stato il 119º papa della Chiesa cattolica dal 29 gennaio 904 alla sua morte.

## Biografia
Romano di nascita, nacque in una data sconosciuta da Benedetto, magnus tusculanus dux et comes. Per quanto sia stato messo in dubbio dalla moderna storiografia il predicato feudale tuscolano risalente solo all'XI secolo, si ritiene fosse legato da vincoli di parentela con la stirpe di Teofilatto, che durante il pontificato di Benedetto IV era stato nominato iudex populi romani dall'imperatore Ludovico di Provenza e fu il capostipite di una famiglia, poi denominata conti di Tuscolo o Tuscolani, che avrebbe dato anche altri pontefici alla cristianità, come Teofilatto II (Benedetto VIII (1012-1024) e Teofilatto III (Benedetto IX (1032-1044). Si presume che il padre di Sergio, Benedetto conte di Tuscolo, fosse discendente diretto di Alberico, fratello di papa Adriano I (772-795), ma non vi è nulla di certo.

### Carriera ecclesiastica
Ordinato suddiacono da papa Marino I (882-884) e poi diacono da papa Stefano V (885-891), nell'891 Sergio fu eletto pontefice in opposizione a papa Formoso da parte del partito vicino alla Casa di Spoleto, ma dovette cedere il passo alla fazione sostenitrice di Formoso (891-896). Nell'893 lo stesso papa Formoso nominò Sergio vescovo di Caere (l'attuale Cerveteri), contro la sua volontà; Sergio ambiva infatti a divenire papa, ma il pontificato era precluso a chi era già vescovo di un'altra diocesi, e dunque Sergio rinunciò a tale carica e anche a quella presbiterale. Divenne perciò uno dei personaggi di spicco del partito antiformosiano e dunque acceso sostenitore di papa Stefano VI (eletto nel maggio 896 e sotto il quale Sergio fu nuovamente riconsacrato come presbitero), tanto che partecipò attivamente e fu tra i promotori del sinodo del cadavere, che condannò post-mortem Formoso.

### Lo scontro con i formosiani e l'esilio
Alla morte di papa Teodoro II (fine dicembre 897/inizio gennaio 898), scoppiarono violente lotte tra la fazione formosiana e l'antiformosiana; i primi elessero papa Giovanni IX, mentre gli altri (sostenitori del defunto papa Stefano VI) insediarono Sergio (che nel frattempo era stato nominato cardinale, presumibilmente proprio dall'amico Stefano VI). Nell'arco di qualche giorno il partito formosiano ebbe il sopravvento, cacciò Sergio e confermò l'elezione di Giovanni. Il nuovo pontefice scomunicò l'avversario nel concilio di Ravenna dell'898, esiliandolo e privandolo di qualsiasi beneficio ecclesiastico. Secondo Liutprando da Cremona, Sergio si sarebbe allora rifugiato presso Adalberto, marchese di Toscana, da dove avrebbe seguito le vicende legati ai tre pontefici che si susseguirono in tre anni: papa Giovanni IX (900) e dei suoi successori Benedetto IV (900-903) e Leone V (903). Un altro cronista dell'epoca, Ausilio di Napoli, afferma invece che Sergio riparò presso i Franchi. L'esilio comunque durò sette anni.

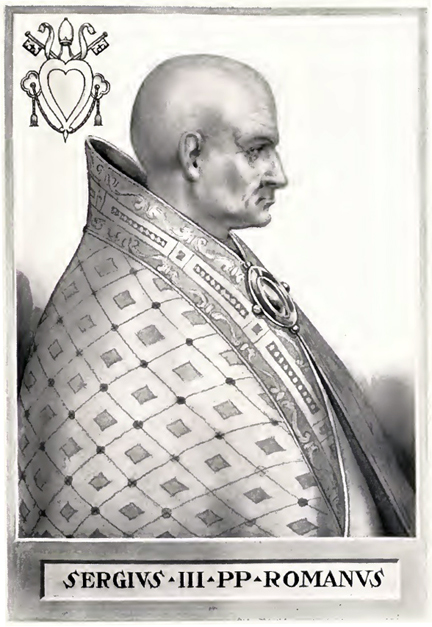
Artaud de Montor, Sergio III in The Lives and Times of the Popes, The Catholic Publication Society of America, New York [1842] 1911.

### Il pontificato

#### Ascesa al trono papale
Nel settembre del 903 papa Leone V, consacrato appena due mesi prima, fu deposto dal cardinale Cristoforo, che si insediò al suo posto. Sergio, ancora in esilio, non appena seppe della deposizione di Leone e dell'intronizzazione di Cristoforo, si alleò con Teofilatto di Tuscolo e con il genero di lui Alberico I di Spoleto. Grazie a queste alleanze e alla milizia fornitagli da Adalberto di Toscana, presso il quale era ancora ospite, Sergio entrò con la forza a Roma nel gennaio 904, depose l'usurpatore Cristoforo (che poi morì in carcere, probabilmente assassinato per ordine dello stesso Sergio) e si fece consacrare papa il 29 gennaio 904.
Essendo stato eletto per la prima volta alla fine dell'897 (dopo la morte di papa Teodoro II) Sergio si considerò il legittimo pontefice sin da allora. I suoi atti firmati nel 904 furono accompagnati dall'indicazione «nel settimo anno del pontificato» e così via negli anni successivi.

#### Governo della Chiesa
La maggior parte delle informazioni relative al pontificato di Sergio riguarda il capovolgimento delle decisioni ecclesiali dei suoi immediati predecessori in funzione antiformosiana. Sergio, ormai giunto al potere, si vendicò degli oltraggi subiti: riaffermò le decisioni prese contro papa Formoso nel Sinodo del cadavere e pose una lapide commemorativa sulla tomba dell'amico Stefano VI che quel sinodo aveva presieduto. La rivalutazione delle decisioni del sinodo comportò che tutte le ordinazioni e consacrazioni effettuate da Formoso risultassero invalide canonicamente (il Moroni parla addirittura di scomunica): una tale situazione gettò nel panico vescovi e presbiteri riguardo alla validità del loro ministero. Inoltre, in quegli anni, i vescovi coinvolti avevano ordinato a loro volta diversi altri ecclesiastici e Sergio, per rimediare ad una tale situazione di disordine, ordinò loro di essere riconsacrati. Su una delle monete coniate da Sergio III viene raffigurata una tiara. È la più antica immagine di una tiara papale finora conosciuta
.

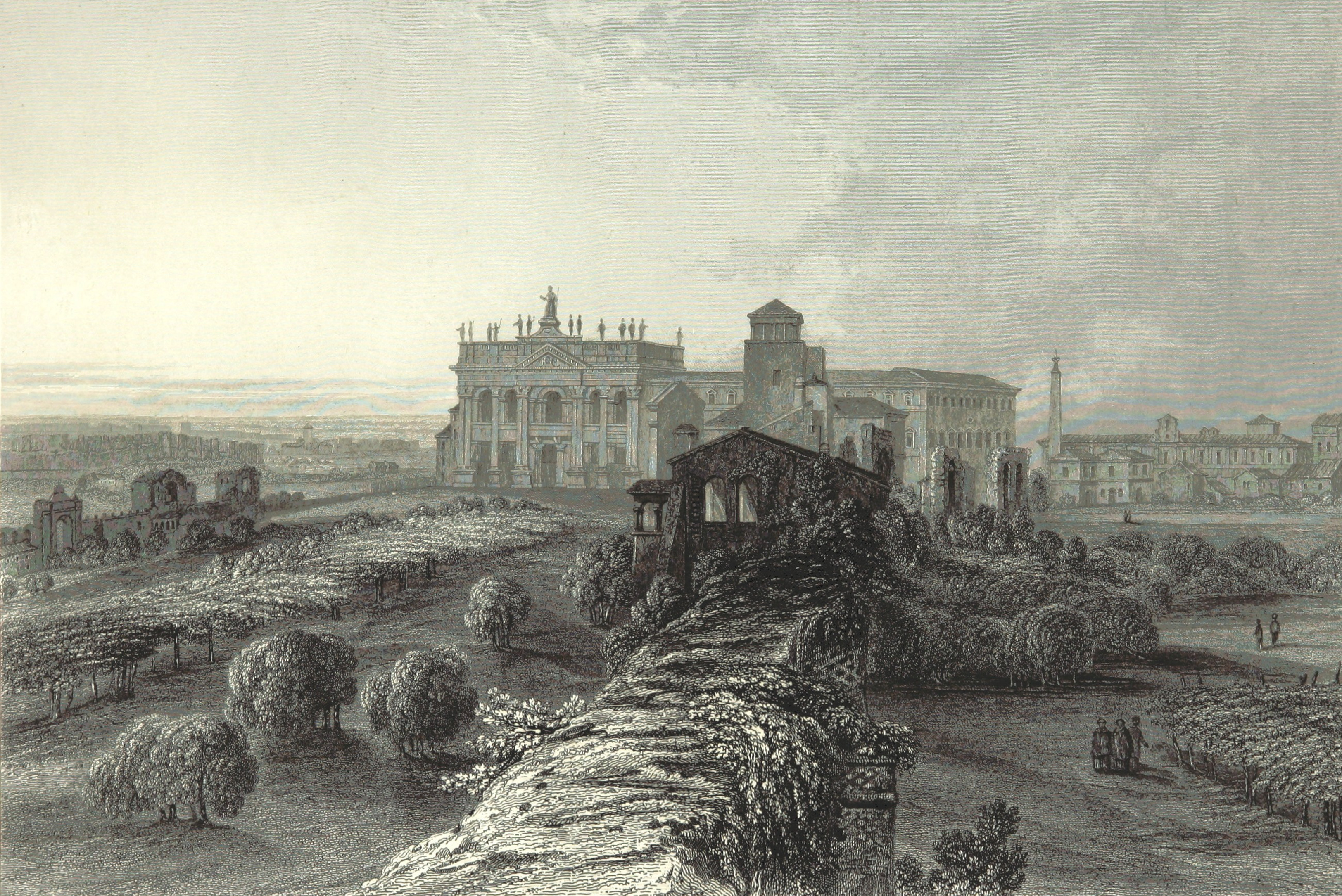
La Basilica di San Giovanni in Laterano, in un'incisione del XIX secolo.

Poco invece si sa degli altri atti concernenti la politica spirituale di papa Sergio, o perlomeno delle decisioni riguardanti i beni della Chiesa. Tra le poche notizie certe fece ristrutturare la Basilica Lateranense, danneggiata da un terremoto poco tempo prima lo scellerato Sinodo del cadavere, e il Palazzo del Laterano, sede ufficiale del pontefice. Si prodigò inoltre nell'elargire fondi nei confronti delle comunità monastiche e delle diocesi che erano state attaccate e depredate dai Saraceni. Sergio III ribadì l'aggiunta al Simbolo niceno del Filioque in difformità con la Chiesa greca, la quale era rimasta ancorata all'antica versione secondo la quale lo Spirito Santo procede solo dal Padre (e non anche dal Figlio).

#### Governo dell'Urbe
L'ascesa di un esponente dell'aristocrazia romana quale fu Sergio, non poté far altro che consolidare la posizione di Teofilatto e di Alberico, che nel 905 fu fatto sposare all'adolescente Marozia, figlia dello stesso Teofilatto e di sua moglie Teodora. Si venne così a creare, secondo un'espressione del Rendina, una vera e propria "tirannide pontificia", coadiuvata e anzi piuttosto indirizzata da una boriosa e rampante aristocrazia, che per un certo periodo ebbe in mano il papato. Con Sergio, il prestigio del pontificato scemò al punto tale che la massima autorità spirituale dell'Occidente cristiano mantenne un potere effettivo soltanto entro le mura di Roma, riducendo la sua zona d'influenza esclusivamente alle questioni legate alla famiglia di Teofilatto e alle vendette contro i formosiani. ll suo pontificato, infatti, secondo quanto riporta il Baronio nei suoi Annales Ecclesiastici, segnò l'ascesa definitiva dei conti di Tuscolo ai vertici del potere romano, e dette inizio a quella fase del Saeculum obscurum che viene generalmente definita come pornocrazia.
Oltre ad essersi dimostrato crudele e tirannico, Sergio era anche di discutibili costumi morali, in questo istigato da Teodora. Dice di lei il Baronio:
(Baronio, p. 513)
Il Joannis Ravennatis di cui si parla è Papa Giovanni X (914-928) e, come ha fatto notare Claudia Gnocchi, l'informazione di Liutprando riportata da Baronio non può essere considerata esatta:
(Gnocchi)
Attraverso una serie di calcoli cronologici, infatti, la relazione tra l'ormai maturo Sergio e la giovanissima Marozia (che doveva avere appena 15 anni, se si ritiene vera l'ipotetica data dell'892 fatta da alcuni studiosi), iniziò verso l'anno 907, quando era ormai sposata già da due anni con Alberico di Spoleto. Le maldicenze di Liutprando, accolte da Baronio e Duchesne, riguardanti i natali di papa Giovanni XI, sono da considerarsi attendibili.

### Morte e sepoltura
Sergio III morì il 14 aprile 911 e fu sepolto nella Basilica Lateranense. Cesare Baronio riporta un antico epitaffio apposto sulla sua tomba:
(Baronio, p. 520)
Dalle varie testimonianze riportate, Sergio III non fu ben considerato dopo la morte: parlarono di lui come un assassino e un uomo immorale non solo i suoi contemporanei, ma anche gli storici della Chiesa dei secoli successivi. L'unico che avrebbe tentato di difenderlo per l'opera di assistenza nei confronti dei centri colpiti dai Saraceni è stato, a detta di Rendina, Agostino Saba.